# Fabián Hernández
Fabián Hernández Alvarado es un director de cine y guionista colombiano.

## Biografía
Hernández Alvarado realizó un máster en cine, imagen y experimentación en la Universidad Sorbona Nueva-París 3. Ha escrito y dirigido los cortometrajes Tras la montaña, Mala maña, Golpe y censura y Los mártires.
Actualmente está radicado entre Francia y Colombia donde ha trabajado en su primer largometraje Un varón, que ganó el FDC de producción de largometrajes en Colombia, participó en el taller de desarrollo de proyectos de la fundación TYPA e IMCINE en Tepoztlán, México, y ganó de un estímulo para sonido en el Producers lab del Festival Internacional de Cine de Cali 2018. La cinta tuvo su estreno mundial en el Festival de Cannes 2022 en la sección Quincena de Realizadores.
En 2023 la Academia Colombiana de Cine anunció que Un varón fue seleccionada como la entrada de dicho país a mejor película internacional en la 96.ª edición de los Premios Óscar.

## Filmografía
- Un varón (2022)